# Marie-Joséphine de Marchef-Girard
Marie-Joséphine de Marchef-Girard est née le 5 août 1827 à Autun et morte après 1887. Elle est une figure phare de l'enseignement professionnel des jeunes filles. Elle a été enseignante, directrice d'écoles et inspectrice. 
Le 3 novembre 1880, elle est directrice du collège Sévigné puis à l'école Monceau en 1883. Elle également est nommée inspectrice générale des Écoles primaires supérieures en 1887,.

## Travaux
Autrice de l'ouvrage publié avec une lettre d'Alphonse de Lamartine, Les femmes, leur passé, leur présent, leur avenir, elle y retrace l'histoire des femmes dans une perspective religieuse et notamment évoque le fait que la religion a été un secours pour des femmes en souffrance. Le religieux est perçu selon elle comme un recours intellectuel et une consolation contre la souffrance due à leur infériorité sur le sexe masculin : lieux de refuge et de résistance. 
Elle écrit également Des Facultés humaines et de leur développement par l'éducation.